# Hollow Man 2
El hombre sin sombra 2 (en inglés Hollow Man 2) es una película de ciencia ficción y terror dirigida por Claudio Fäh y protagonizada por Peter Facinelli , Laura Regan y Christian Slater. Secuela de la película El hombre sin sombra, fue lanzada directamente a video  el 23 de mayo de 2006 con el lema "No hay más que terror de lo que parece".

## Argumento
La película comienza en un cóctel en el Reisner Institute, un grupo de expertos de Washington, poco después de los eventos de la primera película. Una fuerza invisible arrastra a un científico llamado Dylan a un baño cercano, donde la fuerza (que implica ser una persona) arroja brutalmente a Dylan para obtener información. Dylan menciona a otra científica, Maggie Dalton, que conoce la "fórmula" que la persona invisible está buscando. Aparentemente aceptando esto, la persona invisible lo libera, advirtiéndole que no le diga a nadie que estaba allí. Tan pronto como el hombre invisible se va (o, mejor dicho, pretende irse), Dylan intenta llamar a alguien a su teléfono celular, pero el hombre invisible rompe el teléfono y golpea la garganta de Dylan. La policía llega al laboratorio para llevar a cabo una investigación de asesinato, pero el supervisor militar del laboratorio, el coronel Gavin Bishop, insiste en que se trata de una situación militar interna y que la policía no tiene jurisdicción. Por temor a los ataques a los científicos restantes, el propietario del laboratorio, el Dr. William Reisner, emplea a Frank Turner y su pareja, la detective Lisa Martínez, para proteger a Maggie, pero se niega a divulgar cualquier información sobre la naturaleza de su trabajo.
Los dos detectives hacen guardia fuera de la casa de Maggie. Cuando Lisa abre la puerta para dejar entrar al gato, el hombre invisible se desliza junto a ella hacia la casa. Justo cuando llega al estudio donde está Maggie, Lisa lo sigue y la estrangula con un cable de alimentación de lámpara. De repente, los comandos militares armados aparecen y asaltan la casa, usando gafas térmicas para apuntar y acorralar al hombre invisible. Afuera, Turner se enfrenta a Bishop, dándose cuenta de que lo usaron a él y a Lisa para atraer al hombre invisible a la casa. Varias granadas aturdidoras se disparan alrededor de la casa, incapacitando a los soldados y permitiendo que el hombre invisible escape en busca de Turner y Maggie. Casi los alcanza, pero es golpeado y gravemente herido por un automóvil, y huye.
Maggie es puesta bajo custodia protectora por la policía, donde el superior y amigo de Turner, el capitán Tom Harrison, ha recibido órdenes de que la transfieran a la custodia militar. Frank ayuda a Maggie a escapar de la estación de policía y huyen en un auto robado. Bishop y Reisner, sabiendo que sus carreras terminarían si Maggie habla, los declaran fugitivos.
Más tarde, Maggie le dice a Turner que cinco años antes, un equipo de científicos descubrió cómo hacer invisibles a los humanos, pero algo salió mal y solo quedaron dos sobrevivientes. Un año después de que se desechara el proyecto original, el Reisner Institute reinició los experimentos como una operación encubierta financiada por el Departamento de Defensa para crear al soldado perfecto, cuyo nombre en código era "Silent Knight", que intenta hacer que los humanos sean invisibles. El suero resultante hace que el tejido humano se vuelva invisible, pero con efectos adversos: ya que permite que la luz pase directamente a través del sujeto, la radiación daña las células y causa degradación física y mental, matando lentamente a la persona. Maggie desarrolló un compuesto llamado "Amortiguador" para contrarrestar los efectos de esa radiación en particular. Un soldado llamado Michael Griffin se ofreció voluntariamente, y el suero tuvo éxito, pero el Buffer falló y Griffin aparentemente murió, lo que a su vez hizo que despidieran a Maggie. Maggie cree que Griffin fingió su muerte para poder usar sus poderes sin moderación, pero ahora necesita el antídoto contra la radiación antes de morir.
Maggie recibe un mensaje de un hombre llamado Ludlow, que ha estado en contacto con ella durante semanas. Turner usa sus contactos para encontrar a Ludlow, un soldado alistado en el programa después de Sebastian Caine (el conejillo de indias original), pero antes de Griffin. Se había escondido, pero ahora se está muriendo lentamente por la radiación. Ludlow también ha estado rastreando a Griffin, y revela la verdadera historia de su supuesta "muerte" y el programa en sí mismo: la Operación Silent Knight nunca tuvo que ver con la seguridad nacional, y tampoco Griffin recibió el Buffer, ya que sus enemigos políticos lo usaron para intentar matarlo.
Mientras tanto, Griffin se infiltra en la oficina de Bishop y ambos se pelean. Este último intenta razonar con él y luego, desesperado, lo apuñala con un bolígrafo, pero no lo mata. Griffin empala a Bishop con la misma pluma y usa su computadora para localizar a Ludlow. Al llegar al escondite, Griffin ataca a Turner, pero Ludlow interviene, sacrificándose para permitir que Turner y Maggie escapen. Griffin decide hacerlos regresar capturando a la hermana de Maggie. Cuando se encuentran en la estación de tren donde se esconde, Griffin atrapa a Maggie en silencio y trata de volverla invisible para que pueda pasarla desapercibida, pero Turner interviene. Después de una breve pelea, Griffin se escapa con Maggie, dejando a Turner con la llegada de Reisner y sus guardias. Poco tiempo después, Reisner persigue a un hombre invisible, pero pronto es capturado y retenido por él. Creyendo que él es Griffin, se ofrece a enviar por el Buffer. La figura, sin embargo, es Turner, que utilizó la jeringa desechada de Griffin para volverse invisible también. Reisner, retrocediendo, es atropellado y asesinado por un auto en marcha.
Griffin lleva a Maggie a su antiguo laboratorio universitario para crear un antídoto para revertir la invisibilidad de Silent Hill para así salvarla a ella.

## Reparto
- Peter Facinelli como el detective Frank Turner.
- Laura Regan como la doctora Maggie Dalton.
- Christian Slater como Michael Griffin.
- David McIlwraith como el doctor William Reisner.
- William MacDonald como el coronel Gavin Bishop.
- Jessica Harmon como Heather Dalton.
- Chelah Horsdal como secretaria ciega.
- Sonya Salomaa como esposa trofeo.
- John Shaw como el doctor Devin Villiers.
- Mike Dopud como el agente Chesley.
- Sarah Deakins como el detective Lisa Martínez.
- Terri Anne Welyki como Pearl Girl.

## Recepción y críticas
El hombre sin sombra 2, que fue lanzado directo-a-video, tuvo expectativas más bajas que su película anterior. Los comentarios han sido casi uniformemente negativos; algunos comentarios en el mejor de los casos indican un nivel promedio.